# Fuchi Honda
Pour les articles homonymes, voir Honda (homonymie).
Fuchi Honda (本田 風智, Honda Fuchi), né le 10 mai 2001 à Fukuoka au Japon, est un footballeur japonais. Il évolue au poste de milieu offensif au Sagan Tosu.

## Biographie

### En club
Né dans la Préfecture de Fukuoka au Japon, Fuchi Honda est formé par le Sagan Tosu. En avril 2019, il est intégré pour la première fois à l'équipe première, alors qu'il faisait jusqu'ici partie de l'équipe U18. Il joue son premier match en professionnel le 22 mai 2019, à l'occasion d'une rencontre de coupe de la Ligue japonaise face au FC Tokyo. Il est titulaire ce jour-là au poste d'ailier gauche, et prend part à l'intégralité de la partie. Son équipe s'incline toutefois sur le score de un but à zéro. 
Le 22 février 2020, il joue son premier match en J. League 1, lors de la première journée de la saison 2020 contre le Kawasaki Frontale. Il est titulaire au milieu de terrain avant d'être remplacé par Hideto Takahashi. Les deux équipes se neutralisent ce jour-là (0-0). Le 8 novembre 2020, Honda inscrit ses deux premiers buts en professionnel contre le Vegalta Sendai, en championnat. Il est également auteur d'une passe décisive sur l'ouverture du score, étant ainsi impliqué sur la totalité des buts de son équipe ce jour-là, qui s'impose par trois buts à zéro.